# بومة أثينا

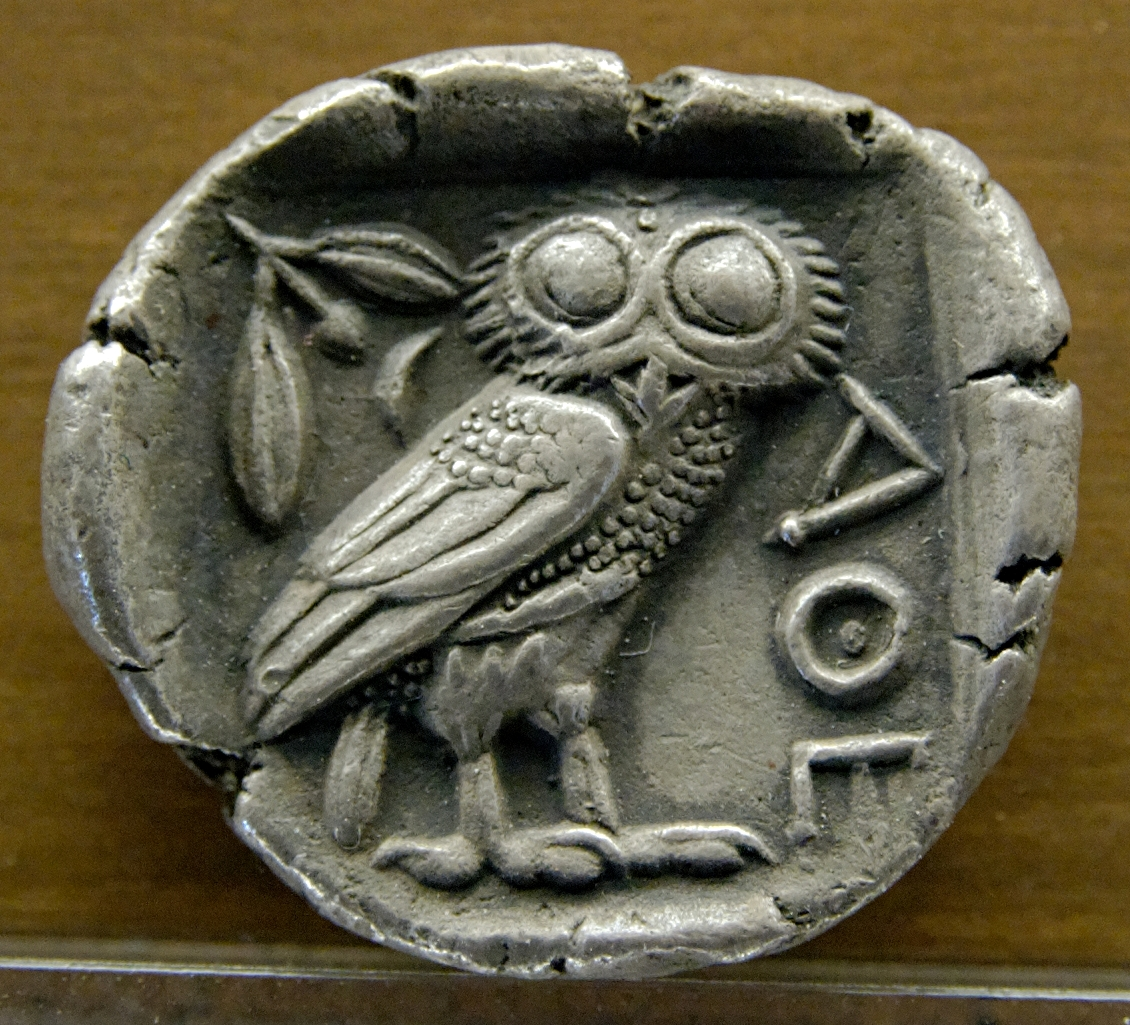
عملة تترادراخما فضية من متحف الفنون الجميلة في ليون تصور بومة أثينا (480-420 ق.م). النقش "ΑΘΕ" هو اختصار لـ ΑΘΗΝΑΙΩΝ، والذي يمكن ترجمته على أنه "الخاصة بالأثينيين". في الاستخدام اليومي، كان يُطلق على الدراخما الأثينية اسم جلاوكس (γαῦκες، بومة). تم إصدار هذه العملة الفضية لأول مرة عام 479ق.م في أثينا بعد هزيمة الفرس على يد اليونانيين.

تقليدياً، كانت البومة الصغيرة (Athene noctua) في الأساطير اليونانية متعلقة بالمعبودة أثينا ، إلهة الحكمة العذراء، أو بحسب تجسيدها التوفيقي في الأساطير الرومانية كانت مينيرفا.  وبسبب هذا الارتباط، تم استخدام الطائر - الذي يشار إليه غالبًا باسم بومة أثينا أو بومة مينيرفا كرمز للمعرفة والحكمة والفطنة وسعة الاطلاع في جميع أنحاء العالم الغربي.  

## العالم الكلاسيكي

### اليونان القديمة

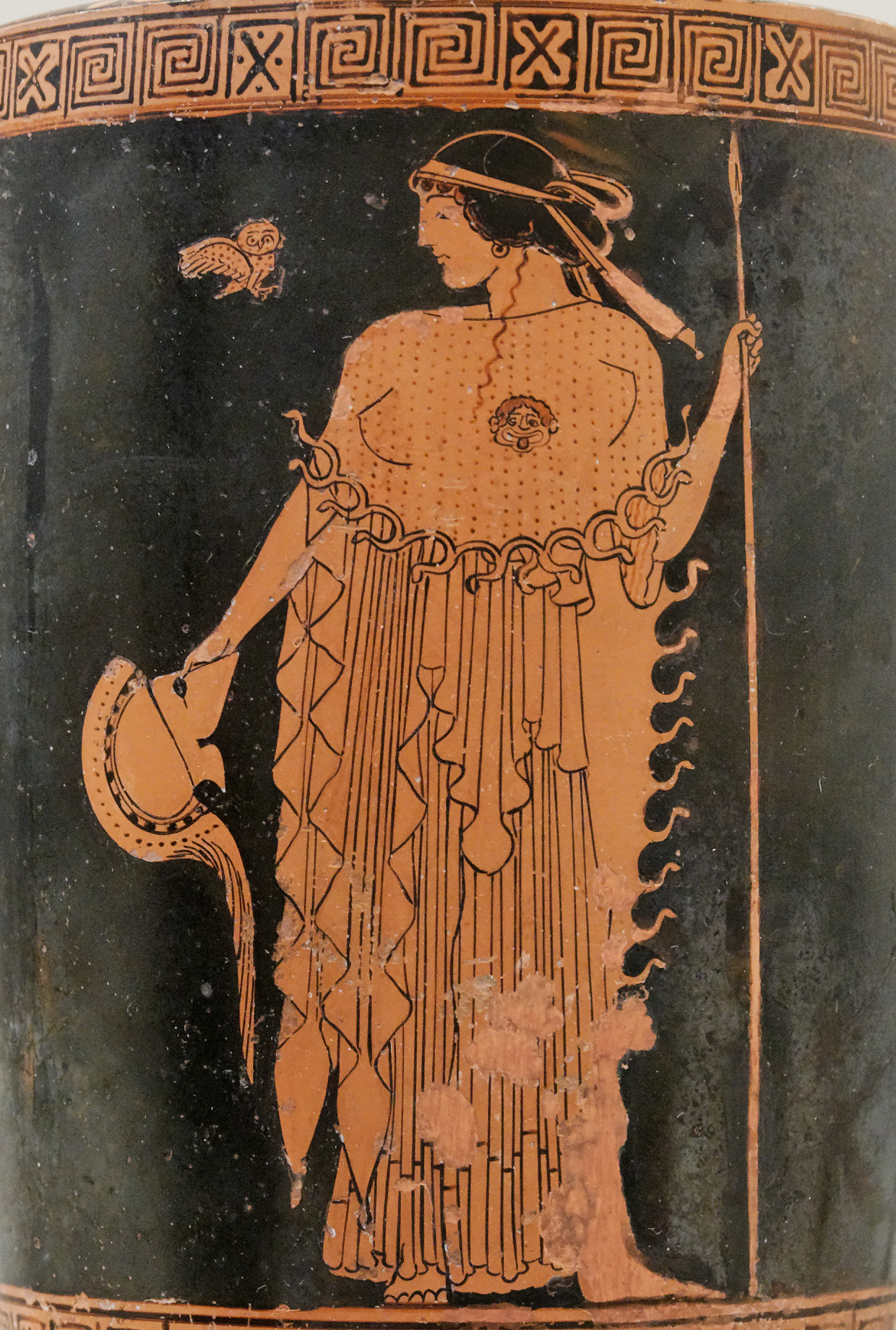
الإلهة أثينا تحمل خوذة ورمحًا وبومة. لوحة منسوبة إلى الرسام بريجوس (490-480 ق.م). متحف متروبوليتان للفنون.

أسباب ارتباط أثينا بالبومة غير مؤكدة. حيث يقترح بعض مؤلفي الأساطير مثل ديفيد كينسلي ومارتن نيلسون أنها قادمة من إلهة قصر مينوان المرتبطة بالطيور  وتزعم ماريا جيمبوتاس أنها وجدت أصول أثينا باعتبارها إلهة الطيور والثعابين الأوروبية القديمة.  
من ناحية أخرى، تضع سينثيا بيرجر نظرية حول جاذبية بعض خصائص البوم - مثل قدرتها على الرؤية في الظلام - لاستخدامها كرمز للحكمة  بينما يربطها آخرون مثل جيفري أرنوت، ببساطة ببأساطير تأسيس أثينا والعدد الكبير من البوم الصغيرة في المنطقة (وهي حقيقة لاحظها أريستوفانيس منذ العصور القديمة في كتابه الطيور وليسستراتا).
على أي حال، يبدو أن مدينة أثينا قد اعتمدت البومة كدليل على الولاء للإلهة العذراء الراعية لها  والتي، وفقًا لأسطورة البدء الشاعة، كانت مستنسخة على السفح الغربي من البارثينون، حيث فضلها المواطنون أكثر من بوسيدون. 
استعمل الأثينيون البومة في المزهريات والأوزان وأمفورات الجوائز للألعاب العمومية.  حتى أن بومة أثينا أصبحت الوجه الشائع للتترادراخما الأثينية بعد عام 510 قبل الميلاد ووفقًا لفيلوكوروس  فقد عُرفت التترادراخما الأثينية باسم جلاوكس (γαύξ، بومة صغيرة)  في جميع أنحاء العالم القديم.  لم تكن البومة رمزاً لأثيا فحسب، بل وجرى استعمالها للتحفيز أثناء المعارك التي دارت في مدن يونانية أخرى، كما هو الحال في انتصار أغاثوكليس من سيراكيوز على القرطاجيين عام 310. قبل الميلاد - حيث تم تفسير تحليق البوم عبر الرتب على أنه نعمة لأثينا  - أو في معركة سلاميس ، المؤرخة في سيرة بلوتارخ بقلم ثميستوكليس. 

### روما
استمر الارتباط بين البومة والمعبودات الإناث من خلال المعبودة مينيرفا في الأساطير الرومانية، رمغ تمثيلها أحيانًا كطائر مقدس أو محبوب. على سبيل المثال، ورد في كتاب التحولات لأوفيد ، أن الغراب (Coron) تشكو أن مكانتها بصفتها طائر الإلهات المقدس قد استولت عليه البومة، والتي تبين في تلك القصة أنها نيكتيمين الملعونة، ابنة المَلِك إيبوبيوس، حاكم ليسبوس. 
أما في الفلكلور الروماني القديم، فكان البوم يعتبر نذيراً للموت إذا نعق وهو جاثم على السطح، كما أن وضع أحد ريشه بالقرب من شخص نائم قد يدفعه إلى التحدث وكشف أسراره. 

## البومة بصفتها استعارة فلسفية
إن الاستعارة الفلسفية للعقل بصفته بومة ليلية يعود على الأقل إلى ما هو أبعد من القياس في كتاب أرسطو الميتافيزيقا بين عيون الخفافيش العمياء النهار والعقل البشري (Aristo., Met. II 993 b9–11). هذه الاستعارة المعرفية الأكثر سلبية لبومة الليل تم توارثها منذ فترة طويلة من خلال التقليد الفلسفي، على سبيل المثال توما الأكويني ( الخلاصة ضد الأمم ، سؤال 45).
وأما الفيلسوف المثالي الألماني هيغل فقد قلب رمزية البومة من السلبية إلى الإيجابية حيث اعتبر رلاحظ أن "بومة مينيرفا لا تنشر جناحيها إلا مع حلول الغسق"؛ فالفلسفة تفهم حالة تاريخية بمجرد زوالها.  ولا تظهر الفلسفة إلا في "نضج الواقع"، لأنها تفهم بعد فوات الأوان.
| «                                                                                           | Philosophy, as the thought of the world, does not appear until reality has completed its formative process, and made itself ready. History thus corroborates the teaching of the conception that only in the maturity of reality does the ideal appear as counterpart to the real, apprehends the real world in its substance, and shapes it into an intellectual kingdom. When philosophy paints its grey in grey, one form of life has become old, and by means of grey it cannot be rejuvenated, but only known. The owl of Minerva takes its flight only when the shades of night are gathering. | » |
| — جورج فيلهلم فريدريش هيغل, أصول فلسفة الحق (1820), "Preface"; translated by S W Dyde, 1896 | |   |

يصفها كلاوس فيويج في سيرته الذاتية عن هيجل بأنها "واحدة من أجمل الاستعارات في تاريخ الفلسفة".  وفي إعادة تصوّر حديثة، يبدو أن استعارة هيغل الإيجابية، المعارضة للتقليد الفلسفي، نشأت عندد غوته وعند الكاتب الفلسفي المغمور نسبيًا جاكوب هيرمان أوبيريت في حوالي عام 1795 في جينا، حيث أقام هيجل لبرهة يقدم المحاضرات. 

## أنظر أيضا
- بومة صغيرة ( أثينا noctua )
- نيكتيمين